# Tamba (stripverhaal)
Tamba is de hoofdfiguur uit een stripverhaal van tekenaar Mozart Couto, met teksten van Júlio Braz (album 1 t/m 4) en Piet de Lombaerde (album 5 t/m 8).
Van deze verhalen zijn de volgende albums verschenen:
1. De Tatoes (uitg. Comic Productions, 1988)
2. De wraak van Jurupa (uitg. Comic Productions, 1991)
3. Het Lambada Komplot (uitg. Comic Productions, 1990)
4. Opera in Manaus (uitg. Comic Productions, 1990)
5. De zonnekoning (uitg. Hauwaerts, 2016)
6. Heksenjacht (uitg. Hauwaerts, 2016)
7. Vlaamse kermis (uitg. Hauwaerts, 2016)
8. De Rubensroof (uitg. Comic Productions, 2018)

De verhalen 5 t/m 7 zijn voorgepubliceerd in kranten; deze verhalen zijn ook in de albums zwart-wit, terwijl de andere in kleur zijn.